# Juksjaurbleriken
Juksjaurbleriken är en sjö i Storumans kommun i Lappland och ingår i Umeälvens huvudavrinningsområde. Sjön är 50 meter djup, har en yta på 1,45 kvadratkilometer och är belägen 476 meter över havet. Sjön avvattnas av vattendraget Juksjaurblerikenbäcken.

## Delavrinningsområde
Juksjaurbleriken ingår i det delavrinningsområde (728298-149649) som SMHI kallar för Utloppet av Juksjaurbleriken. Medelhöjden är 722 meter över havet och ytan är 17,16 kvadratkilometer. Det finns inga avrinningsområden uppströms utan avrinningsområdet är högsta punkten. Juksjaurblerikenbäcken som avvattnar avrinningsområdet har biflödesordning 3, vilket innebär att vattnet flödar genom totalt 3 vattendrag innan det når havet efter 374 kilometer. Avrinningsområdet består mestadels av skog (45 procent) och kalfjäll (42 procent). Avrinningsområdet har 1,52 kvadratkilometer vattenytor vilket ger det en sjöprocent på 8,9 procent.